# シャルマネセル1世

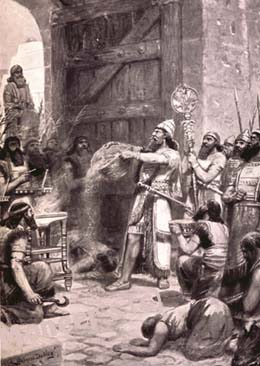
シャルマネセル1世

シャルマネセル1世（Shalmaneser I、在位紀元前1274年 - 紀元前1245年）は、中アッシリア王国時代のアッシリア王である。ハニガルバト（ミタンニ）を完全征服した。

## 来歴
アダド・ニラリ1世の息子として生まれた。即位直後にウラルトゥの反乱があったが直ちに鎮圧すると、ハニガルバトの残存領土に目を向け、これの征服を企図した。紀元前1263年にハニガルバトへの遠征を開始し、ヒッタイトの庇護下にあったハニガルバトの王シャトゥアラ2世を撃破しハニガルバト全域をアッシリアの支配下に置いた。
これに対しヒッタイト王ハットゥシリ3世は危機感を募らせ、バビロニア（カッシート朝）王カダシュマン・トゥルグと同盟を結んでアッシリアに対抗するとともに、エジプトに娘を嫁がせて対アッシリアの備えを進めた。
しかしシャルマネセル1世はバビロニアに勝利し、アッシリアの拡大に歯止めがかかることは無かった。またシャルマネセル1世は、その治世の間に多くの大規模建築を行っており、アッシュール市にアッシュール神殿を再建したほかカルフ（ニムルド）に第二王宮を建造した。
死後、息子のトゥクルティ・ニヌルタ1世がアッシリア王位を継いだ。